# Sinagoga di Worms
La sinagoga di Worms, nota anche come Rashi Shul, è una sinagoga dell'XI secolo situata a Worms, in Germania.

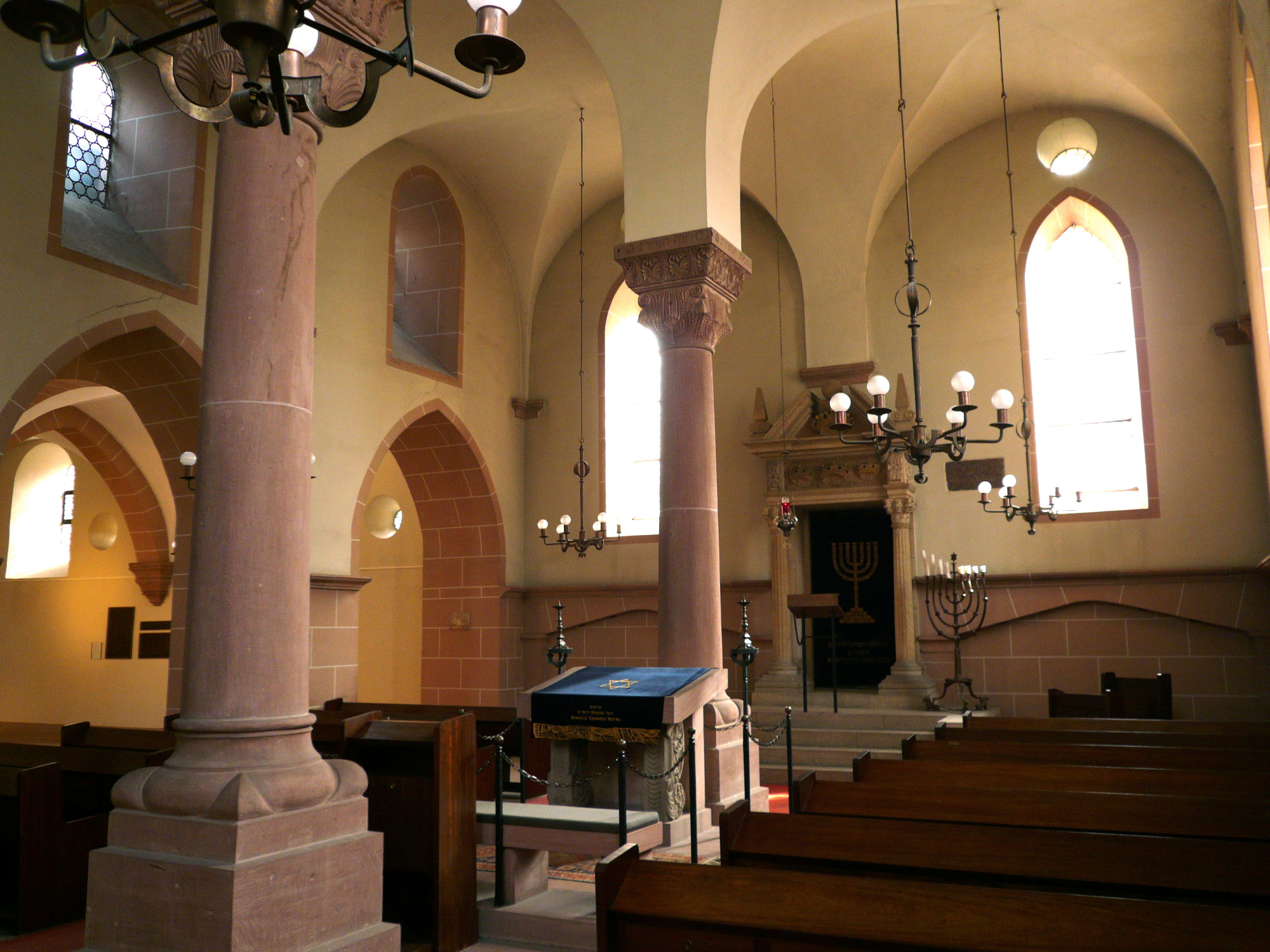
Interno

## Storia
La prima sinagoga sul sito fu costruita nel 1034 ed è quindi considerata la più antica sinagoga esistente in Germania. L'edificio fu distrutto durante la prima crociata, nel 1096, e successivamente ricostruito nel 1175 in stile romanico. Nel 1186 a sud-ovest della sinagoga fu costruito un mikveh sotterraneo.
Durante i pogrom del 1349 e del 1615 la sinagoga fu gravemente danneggiata: in entrambi i pogrom furono gravemente danneggiati i soffitti a volta e le pareti. Durante la ricostruzione, dopo il 1355, furono scelte forme gotiche per la finestra e la volta. Di analoga gravità furono i danni dopo l'incendio del 1689 durante la Guerra dei Nove Anni. Quando l'edificio fu restaurato, nel 1700, l'interno fu rinnovato in stile d'epoca.

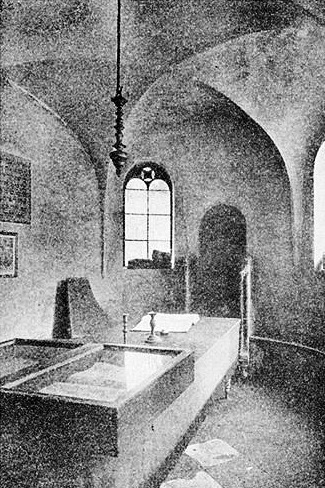
Interni pre-1938 della Rashi Shul

Nella notte dei cristalli, nel 1938, la sinagoga fu nuovamente attaccata e ridotta in macerie. Venne faticosamente ricostruita nel 1961, utilizzando il maggior numero di pietre originali che potevano essere recuperate. La sinagoga, aperta come museo, continua ad essere una sinagoga funzionante utilizzata dalla comunità ebraica.
Nel maggio 2010, la sinagoga è stata bombardata da incendiari, sospettati di essere antisionisti. Le bombe incendiarie sono state lanciate contro otto angoli dell'edificio in pietra e contro una finestra, ma nessuno è rimasto ferito e non si sono verificati danni gravi all'edificio.

## Architettura
Costruita nel momento in cui lo stile tardo romanico stava svanendo e sorgendo quello gotico, la sala di preghiera rettangolare presenta una coppia di colonne romaniche che sostengono volte a crociera. Le finestre, nelle spesse mura di pietra, sono semplici archi gotici. Quelle dell'adiacente sala studio, la cosiddetta Rashi Shul, hanno archi romanici a tutto sesto. La sezione femminile della sala di preghiera ha finestre romaniche nella parete orientale e gotiche in quella occidentale.